# 南公园 (福州)
南公園是位於福州市台江區新港街道的一座公园。原名耿王莊，是清朝靖南王耿精忠的私人莊園，因此带有浓郁的王室风格。民間多稱為“南公园”，因耿精忠自稱「南公」，故叫「南公」園。民國四年（1915年），開闢為公園。因位于福州府城的南部，故又称为“城南公园”。
南公園佔地面積約為2.3萬平方米左右，原有桑柘館、荔枝亭、藤花軒、望海樓、梳妝樓等亭臺樓閣及湖橋建築，清末民初又新建左公祠、英烈祠、國貨陳列館。文革期間被徵用，改為農場，大部份古建築被破壞，僅存湖、橋、亭。改革開放後恢復為公園。1988年被列為台江區文物保護單位。

## 歷史
歷史上為清初靖南王耿精忠的私人庄园“耿王庄”，后经多次易主。大清同治五年（1866年），闽浙总督左宗棠在此设立桑棉局，推动蚕桑业发展。民間多稱為「南公園」，原本意為，耿精忠自稱為「南公」，故稱為「『︁南公』︁園」。
民國四年（1915年）正式闢為公園，因其位於福州府城的南部而得名「城南公園」，故又變簡稱成為「南『︁公園』︁」，為福州最早開放的公園之一。雖如今都簡稱為「南公園」，但意思指向卻是大相徑庭，史學界和民間普遍認為是「『︁南公』︁園」。

## 交通
- 巴士：
  - 南公園站：8路、29路、60路、76路、77路、81路、101路、109路、112路、169路、173路、179路、301路、302路、313路、315路。
- 地鐵：F1线 南公園站（建設中）